# Albert H. Friedlander
Albert Hoschander Friedlander (geboren 10. Mai 1927 in Berlin; gestorben 8. Juli 2004 in London) war ein Rabbiner und Gelehrter.

## Leben
Albert Friedlander war ein Sohn des Textilkaufmanns Alex Friedlander (1879–1955) und der Salome Hoschander (1879–1955). 1933 erfuhren er und seine zwei Geschwister erste Anfeindungen in der Schule und entgingen mehrfach nur knapp schlimmeren Verfolgungen. Die Novemberpogrome 1938 brachten die Eltern endgültig zur Einsicht, die Emigration der Familie zu forcieren. Diese gelang dann auch Anfang 1939 zunächst nach Kuba und schließlich in die USA. In Vicksburg, Mississippi schloss Albert Friedlander seine Schulausbildung ab. Dank der guten intellektuellen und sportlichen Leistungen bekam Albert ein Stipendium für ein Studium in Religionswissenschaft, Geschichtswissenschaft und Jüdische Studien, das er an der University of Chicago begann, gleichzeitig übte er allerlei Nebenjobs aus.
Sein Studium als Rabbiner schloss Albert H. Friedlander 1952 am Hebrew Union College in Cincinnati (Ohio) ab, wurde danach zunächst Rabbiner in Fort Smith (Arkansas), und dann in Wilkes-Barre in Pennsylvania, wo es eine Synagoge aufzubauen galt. Später wechselte er auf die Stellen des Studentenrabbiners an der Columbia University sowie als Rabbiner in East Hampton, N.Y., um so seine Dissertation Leo Baeck: Teacher of Theresienstadt ausarbeiten zu können, mit der er 1956 den PhD erwarb. 1961 heiratete er Evelyn Philipp, sie hatten drei gemeinsame Kinder. 1966 nahm Albert H. Friedlander den Ruf als liberaler Rabbiner in London an, wo er  zunächst in der Wembley Gemeinde und seit 1971 in der Westminster Synagoge tätig war. Von 1975 bis 1995 war er Vizepräsident der World Union for Progressive Judaism.
Friedlander starb am 8. Juli 2004 in London und wurde auf dem Friedhof Hoop Lane in Golders Green, London begraben.

## Wirken
Die wissenschaftlichen Arbeiten von Albert H. Friedlander lassen sich in drei Schwerpunkte gliedern: Ohne Zweifel ist er der bedeutendste Interpret und auch Nachfolger von Leo Baeck, der großen Leitfigur des liberalen Judentums in Deutschland. Leo Baeck hat das Leid der deutschen Juden bis in die schwerste Zeit der Verfolgung hinein mitgetragen: er überlebte im KZ Theresienstadt. Trotz dieser Leidenszeit gehörte Leo Baeck nach dem Krieg zu den ersten, die den christlich-jüdischen Dialog in Deutschland wiedereröffneten. Albert H. Friedlander hat mit seinem Buch Leo Baeck: Teacher of Theresienstadt und mit der Leo-Baeck-Werkausgabe in sechs Bänden Leben und Werk dieses bedeutenden deutsch-jüdischen Denkers bleibend erschlossen. Ein zweites Thema kreist um die geschichtliche und religionsphilosophische Aufarbeitung der Shoah. Hier sind vor allem die Bücher Out of the Whirlwind: The Literature of the Holocaust (1968, 1996), Das Ende der Nacht: Jüdische und christliche Denker nach der Shoah (1995) und zusammen mit Elie Wiesel The Six Days of Destruction (1988) zu nennen. Albert H. Friedlander geht es dabei um die gedankliche Besinnung und Bewältigung der Erfahrung unserer jüngsten Geschichte, damit eine Shoah in Europa nicht mehr möglich wird. Hieran knüpfen drittens Friedlanders Bemühungen um den christlich-jüdischen Dialog an. Seit 1979 war er bis zu seinem Tod als jüdischer Dialogpartner auf allen Kirchentagen in Deutschland, aber auch im Dialog mit der Anglikanischen Kirche in England aktiv. Hierzu gehören vor allem die Bücher Ein Streifen Gold (1989; engl. 1991) sowie Riders Toward the Dawn: from Pessimism to Tempered Optimism (1993).

## Lehrtätigkeit
Rabbiner Friedlander wirkte seit 1967 am Leo Baeck College in London und war seit 1982 Leiter (principal) dieses bedeutendsten Lehrinstituts des progressiven Judentums in Europa. Er lehrte als Gastprofessor in Atlanta, Berlin, Wuppertal, Basel und Potsdam, zweimal war er Martin-Buber-Gastprofessor an der Universität in Frankfurt am Main. 1999 wurde er auf die Franz-Rosenzweig-Gastprofessur der Universität Kassel berufen. Im Jahre 1997 war er Fellow am Wissenschaftskolleg in Berlin.

## Ehrungen
- 1977 Ehrendoktorwürde des Hebrew Union College Cincinnati
- 1993 Bundesverdienstkreuz 1. Klasse
- 2001 Officer des Order of the British Empire (OBE)

## Schriften
- Early Reform Judaism in Germany: An Introduction, two parts, 1954–55
- Reform Judaism in America: The Pittsburgh Platform, 1958
- Leo Baeck: Teacher of Theresienstadt (1968), 1991, ISBN 0879513934
- Leo Baeck. Leben und Lehre (1973), 1990, ISBN 3-459-01855-0.
- Das Schweigen der Christen und die Menschlichkeit. Gottesgläubige Existenz nach Auschwitz, 1980
- Versöhnung mit der Geschichte, gem. mit Friedrich-Wilhelm Marquardt, 1985
- The Six Days of Destruction,  gem. mit  Elie Wiesel, 1988
- Ein Streifen Gold – Auf Wegen zur Versöhnung, 1989
- A Thread of Gold: Journeys towards Reconciliation, 1990
- Die sechs Tage der Schöpfung und der Zerstörung. Ein Hoffnungsbuch, 1992, ISBN 3-451-22596-4
- Riders Towards The Dawn, 1993.
- Von der Sintflut ins Paradies, gem. mit Walter Homolka, 1993
- The Gate to Perfection, with Walter Homolka, 1994, ISBN 3-534-80147-4
- Das Ende der Nacht: Jüdische und Christliche Denker nach dem Holocaust, 1995
- From Darkness towards the Light: The Human Predicament. The Annual Sacks Lecture, 1999
- Autobiographische Gedanken. In: Wolfdietrich Schmied-Kowarzik (Hrsg.): Auseinandersetzungen mit dem zerstörten jüdischen Erbe. Franz-Rosenzweig-Gastvorlesungen (1999–2005). Kassel 2004, ISBN 3-89958-044-3

- Albert H. Friedlander, Bertold Klappert, Werner Licharz (Hrsg.): Leo Baeck. Werke. Gütersloher Verlagshaus.
  - Band 1: Das Wesen des Judentums. 1998, ISBN 3-579-02334-9.
  - Band 2: Dieses Volk. 1996, ISBN 3-579-02335-7.
  - Band 3: Wege im Judentum. 1997, ISBN 3-579-02336-5.
  - Band 4: Aus drei Jahrtausenden. Das Evangelium als Urkunde der jüdischen Glaubensgeschichte. 2000, ISBN 3-579-02337-3.
  - Band 5: Schriften aus der Nachkriegszeit. 2002, ISBN 3-579-02338-1.
  - Band 6: Briefe, Reden, Aufsätze. 2003, ISBN 3-476-01833-4.